# Покровский, Герасим Фёдорович
Гера́сим Фёдорович Покро́вский (1774 — после 1837) — юрист, профессор естественного и народного права (1809—1825), философии (1830—1837), проректор (1812—1813) ярославского Демидовского училища высших наук.

## Биография
Родился в 1774 году в Новоузенском уезде Самарской губернии, в семье священника.
По окончании курса в Астраханской духовной семинарии, он был оставлен в ней преподавателем латинского языка (1798) в младшем классе и библиотекарем. В 1802 году поступил в Императорский Московский университет, в котором в течение двух лет слушал следующие науки: всеобщую историю, статистику, право римское, вексельное, естественное и народное, российское законоведение, политику, государственное хозяйство, опытную физику и французский язык. В 1805 году он удостоен был степени кандидата по римскому и российскому праву.
В августе 1809 года Покровский был назначен в Демидовское училище в Ярославле профессором естественного и народного права. Кроме обязательного курса он некоторое время читал своим слушателям «Основания нравственности» (1819/1820), греческие и римские древности (1820/1821, 1821/1822). Оставаясь профессором, Покровский с июня 1812 до мая 1814 года был проректором училища, а с мая 1818 по ноябрь 1824 года инспектором казённых студентов и училищного пансиона. Председательствовал в учреждённом при Демидовском училище Обществе любителей российской словесности и был иногородним членом такого же общества при Московском университете. С 1822 года директор Ярославского библейского общества. 
В мае 1825 года вышел в отставку по болезни. В 1830 году вновь назначен в училище на должность профессора философии; читал логику, психологию, нравственную философию и историю философии. Окончательно вышел в отставку «с пенсионом» в 1837 году.
Г. Ф. Покровский придерживался взглядов теократической школы, которая декларировала зависимость «новых человеческих установлений от божественных»; утверждал, что «чисто человеческое познание не имеет значения без божественного познания»; отвергал теорию воспитания Руссо.
Выслужил чин надворного советника и был награждён орденом Св. Владимира 4-й степени.

## Труды
- Рассуждение о войне и свойствах, воину нужных, читанное в день торжественного собрания в Демидовском училище 29-го апреля 1810 г. — М.: Университетск. тип., 1810. — 7 с.
- Рассуждение о происхождении, постепенном ходе и некоторых чертах гражданских законов … — М.: Университетск. тип., 1817. — 20 с.
- Рассуждение о воспитании древних народов, читанное в торжественном собрании Благородного Пансиона, учреждённого при Демидовском училище, 22-го декабря 1819 г. … — М.: Университетск. тип., 1820. — 34 с.
- Рассуждение о связи учения божественного с человеческим, необходимости учения вообще, о его методе, и о частной и общественной пользе, от него происходящей … — М.: Университетск. тип., 1821. — 40 с.
- Слово в память д. с. с. П. Г. Демидова, основателя Демидовского ярославского училища. — М., 1821.
- Рассуждение о главных и существенных причинах упадка и разрушения Римского государства … — М.: Университетск. тип., 1823. — 33 с.
- Рассуждение о некоторых чертах, определяющих степени благосостояния людей и народов, произнесенное в торжественном собрания Ярославского училища 29-го апреля 1832 года …. — М.: Университетск. тип., 1832. — 52 с.
- Рассуждение о том, на что особенно должно обращать внимание в деле воспитания юношества. — М., 1854.